# Tibet (1912–1951)
Tibet (tibetsky བོད་, Wylie Bod, čínsky 西藏 Xīzàng) je historické území ve střední Asii a v letech 1912–1951 mezinárodně neuznaný samostatný stát.
Z velké části se Tibet rozkládá na Tibetské náhorní plošině a jeho průměrná výška dosahuje přibližně 4 500 m n. m., proto se Tibetu někdy říká „střecha světa“. Tradičním etnikem Tibetu jsou Tibeťané hovořící tibetským jazykem. V současnosti žijí na území Tibetu také početní Chanové a Chuejové, tedy příslušníci čínských etnických skupin.

## Dějiny

### Nezávislý Tibet

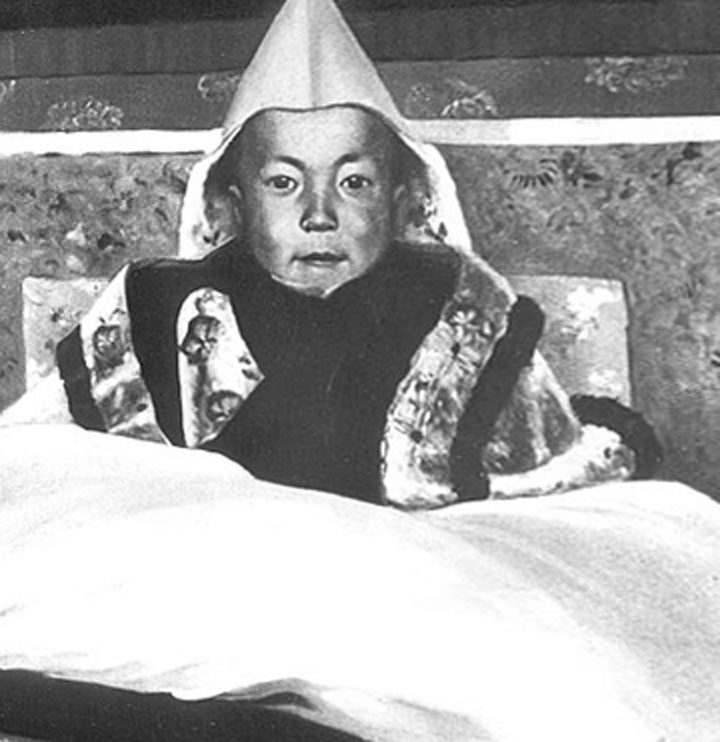
Čtrnáctý dalajlama jako malý chlapec

Vlajka Tibetu zavedená třináctým dalajlámou v roce 1912, dnes se užívá mezi Tibeťany v exilu.

Pečeť 13. dalajlamy

V roce 1911 využilo carské Rusko rozkladu mandžuského impéria a na severu od pouště Gobi prosadilo vznik státu nezávislého na Číně, dnešní Mongolsko tak vzniklo v sobotu 1. prosince 1911. Podobnou myšlenku se pokusili realizovat i Britové v Tibetu. Jejich zájem se hlavně soustředil na strategicky důležitý tzv. Vnější Tibet. Konference, která byla svolána ve městě Simla (Indie) 1913-1914, měla za cíl legalizovat vznik nezávislého tibetského státu. Válka v Evropě přerušila tento proces.
Následně zahájila tibetská vláda, v čele s 13. dalajlamou, proces postupné modernizace Tibetu. Navržené reformy podstatně omezily ekonomickou moc klášterů, které byly v držení pančenlamy. Pančenlama na protest odešel do kláštera, který se nacházel v provincii Qinghai na území tzv. Vnitřního Tibetu. V roce 1925 odjel do Číny a chtěl si v Pekingu stěžovat ústřední čínské vládě na dalajlámovy reformy. Byl sice zdvořile přijat, ale čínská vláda už do situace v Tibetu nezasáhla. Důvodem bylo, že dny pekingské vlády byly již sečteny, neboť v té době již začal pochod kuomintangské armády z jihu Číny na sever.
Koncem 20. let kuomintangská vláda zřídila Výbor pro záležitosti Mongolska a Tibetu a v tehdejším dočasném čínském hlavním městě Nankingu byla ustavena reprezentační Tibetská kancelář. Občanská válka a protijaponská válka neumožnily Kuomintangu mít vliv na Tibet jinak, než zcela formálně.
Po zániku Čchingského impéria nebylo v Číně silné ústřední vlády schopné udržovat někdejší čínskou suzerenitu (vazalství) nad Tibetem, a ten tak byl fakticky samostatným státem, na čemž se shoduje většina nezávislých historiků i právníků.

### Čínská anexe Tibetu
Situace se změnila poté, co vyšli vítězně z čínské občanské války komunisté. 25. října 1950 Čínská lidová republika oficiálně oznámila, že „jednotky Čínské lidové osvobozenecké armády“ dostaly rozkaz k pochodu na Tibet, aby „osvobodily tři miliony Tibeťanů od imperialistického útlaku a upevnily národní obranu na západní hranici Číny.“ Toto oznámení ovšem bylo učiněno poněkud pozdě, protože čínské vojsko do Tibetu bez upozornění vtrhlo již 7. října. Na hlavní město východního Tibetu Čhamdo z osmi směrů zaútočilo čtyřicet tisíc čínských vojáků. Malá tibetská armáda, kterou tvořilo osm tisíc vojáků a domobrany, byla poražena. Po dvou dnech bylo Čhamdo obsazeno a místní guvernér zajat. Při této invazi přišlo o život přes čtyři tisíce tibetských vojáků, podle tajemníka komunistické strany Číny pro Tibet bylo během invaze zabito 5700 „nepřátel“.
Následkem invaze uprchl dalajláma do Indie, kde zřídil Ústřední tibetskou správu, též označovanou za exilovou vládu. 